# マーヴィン・カールソン
マーヴィン・アルバート・カールソン（英語: Marvin Albert Carlson、1935年9月15日 - ）は、アメリカの演劇学者であり、現在ニューヨーク市立大学大学院センターでシドニー・E・コーン特別教授を務めている。また、以前はワシントン大学でウォーカー・エイムズ教授を務めていた。彼は多くの著作を持つ著者であり、その作品は主に18世紀から20世紀にかけてのヨーロッパの演劇史を対象としている。

## 来歴
- 1950年代半ばにカンザス大学の学部生として在籍していた際、カールソンはすでに自分の将来が演劇にあると決めていた。プログラムで提供されるすべてのドラマコースを履修し、大学演劇で非常に活発に活動し、イプセンの戯曲についての修士論文を書いた。1959年に博士課程でコーネル大学に入学した。アイビーリーグの学校の中で演劇学科があるのがコーネル大学だけだったからである。
- カールソンによれば、アメリカ合衆国における演劇研究の分野の起源がアメリカ北東部と中西部の大学で異なっていた。中西部の大学では、演劇はコミュニケーション・プログラムから発展し、修辞学やパブリックスピーキングと強いつながりを持ち続けた。一方、東部、特にアイビーリーグの学校では、演劇の研究は英文学部内で発展した。コーネル大学はアイビーリーグの中で唯一、中西部の大学のように独立した演劇学科を持っており、パブリックスピーキングから発展させた点でも中西部と似ていた。アメリカの演劇研究において、東部と中西部の折衷的な立ち位置にあったのがコーネル大学であった。

## 主な業績
- Performance: A Critical Introduction. Routledge, 1980 ISBN 978-0415137034
- The Haunted Stage: The Theatre as Memory Machine. University of Michigan Press, 2003 ISBN 978-0-472-08937-6
- Speaking in Tongues: Languages at Play in the Theatre. University of Michigan Press, 2009 ISBN 978-0-472-03392-8
- Shattering Hamlet's Mirror: Theatre and Reality. University of Michigan Press, 2016 ISBN 978-0-472-11985-1
- Ten Thousand Nights: Highlights from 50 Years of Theatre-Going.  University of Michigan Press, 2017 ISBN 978-0-472-13050-4